# Транспорт в Иордании

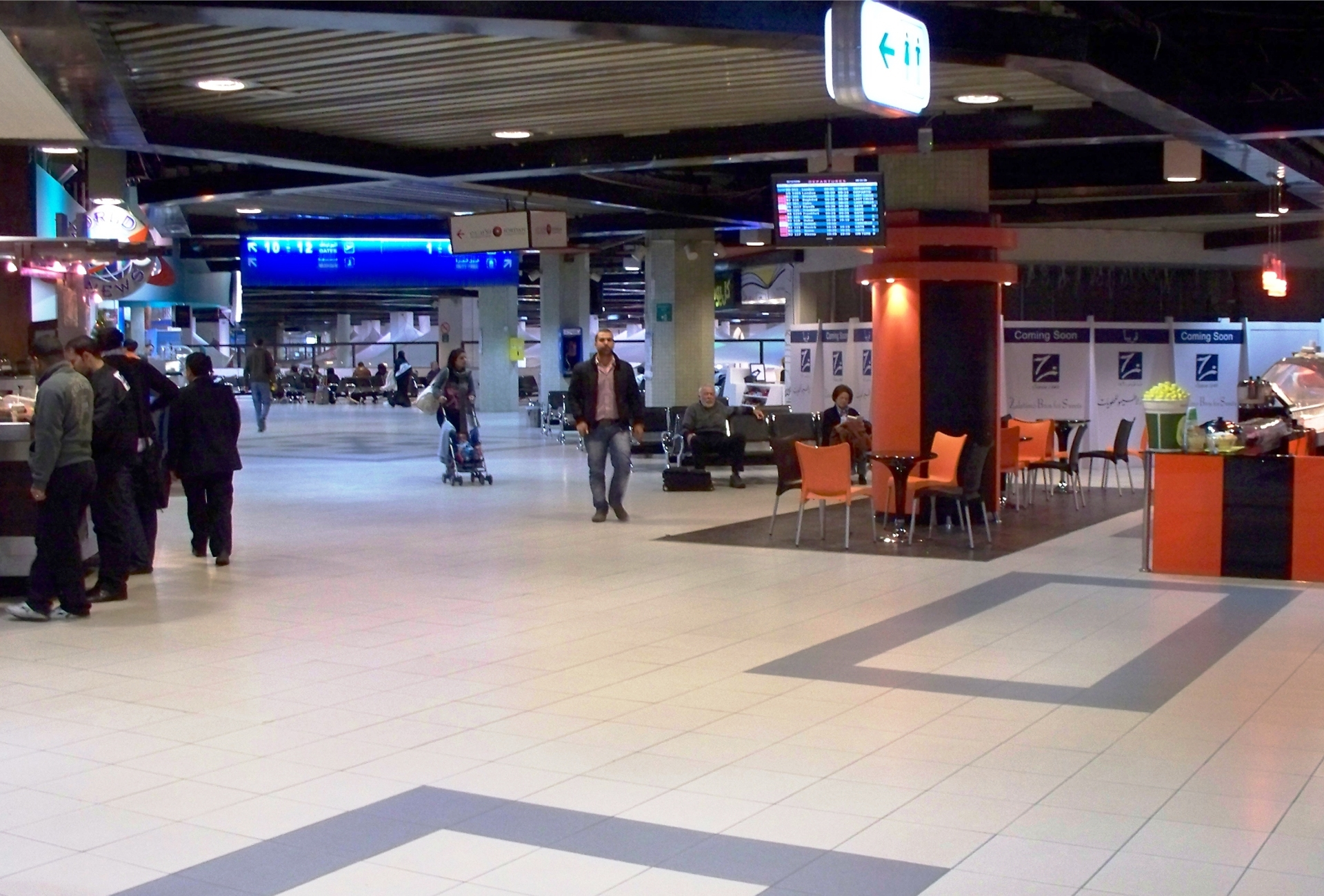
Внутри международного аэропорта Аммана

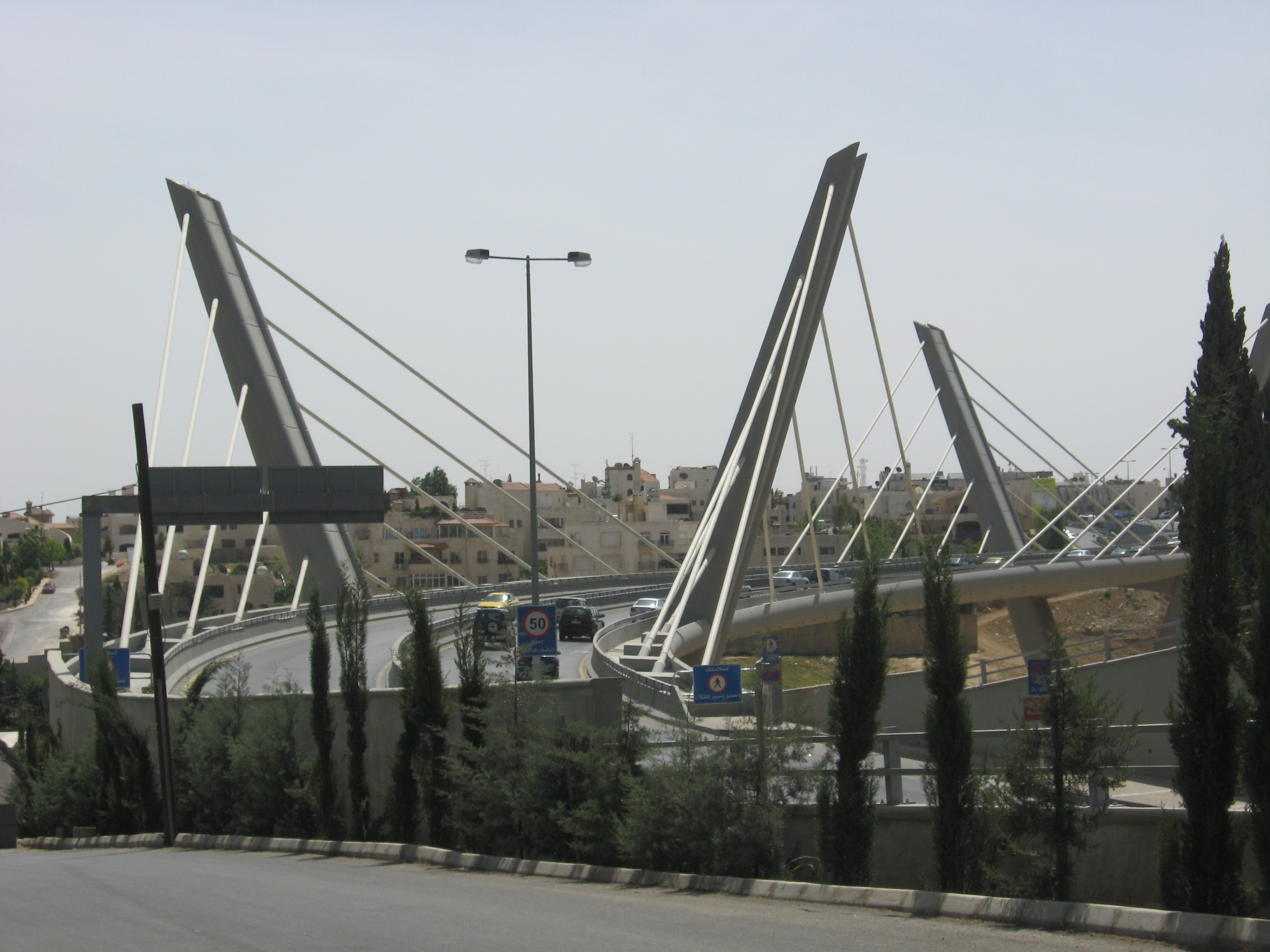
Мост Абдун, соединяющий восток и запад Аммана

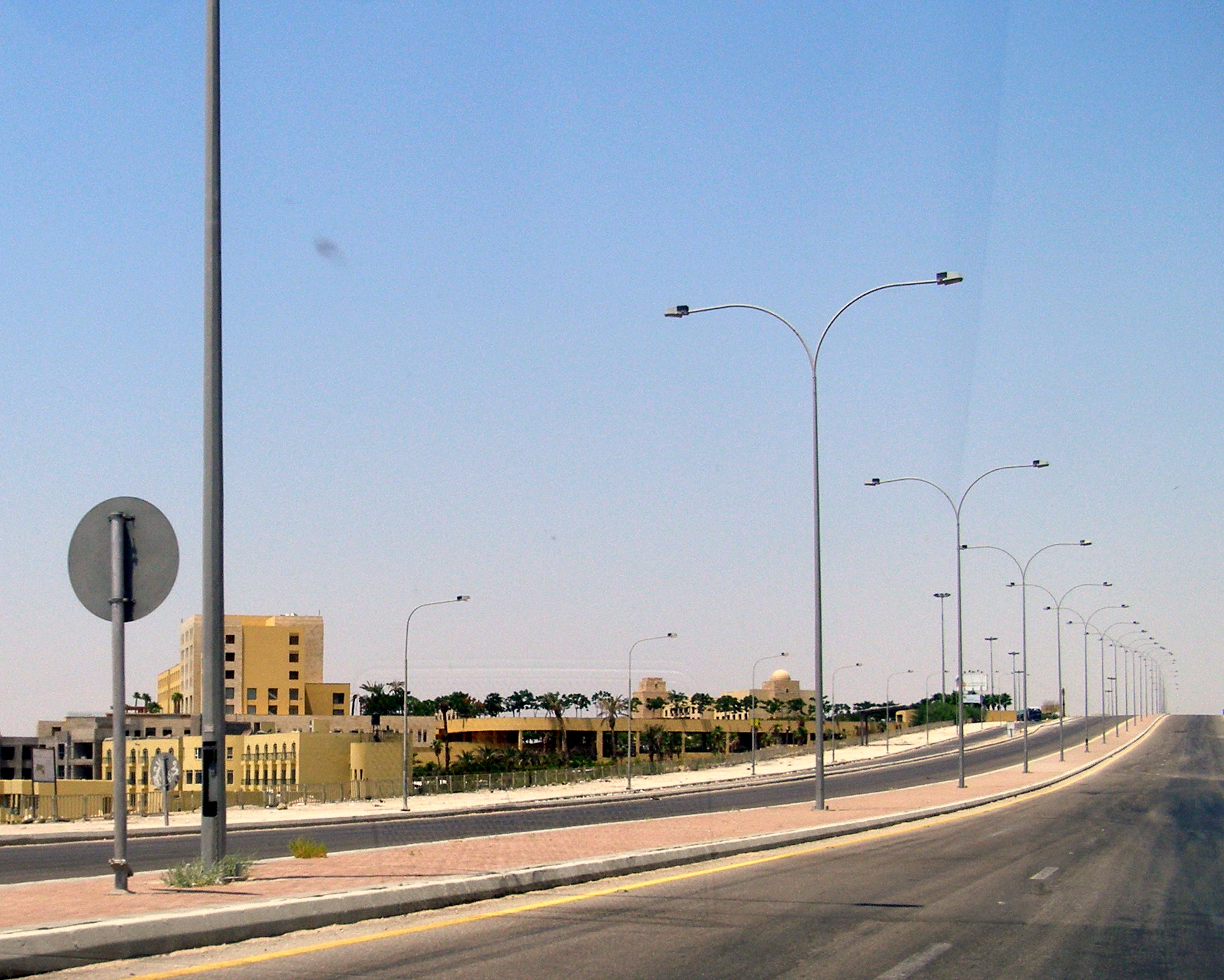
Автомагистраль 65 (автомагистраль Мертвого моря), проходящая рядом с Мёртвым морем.

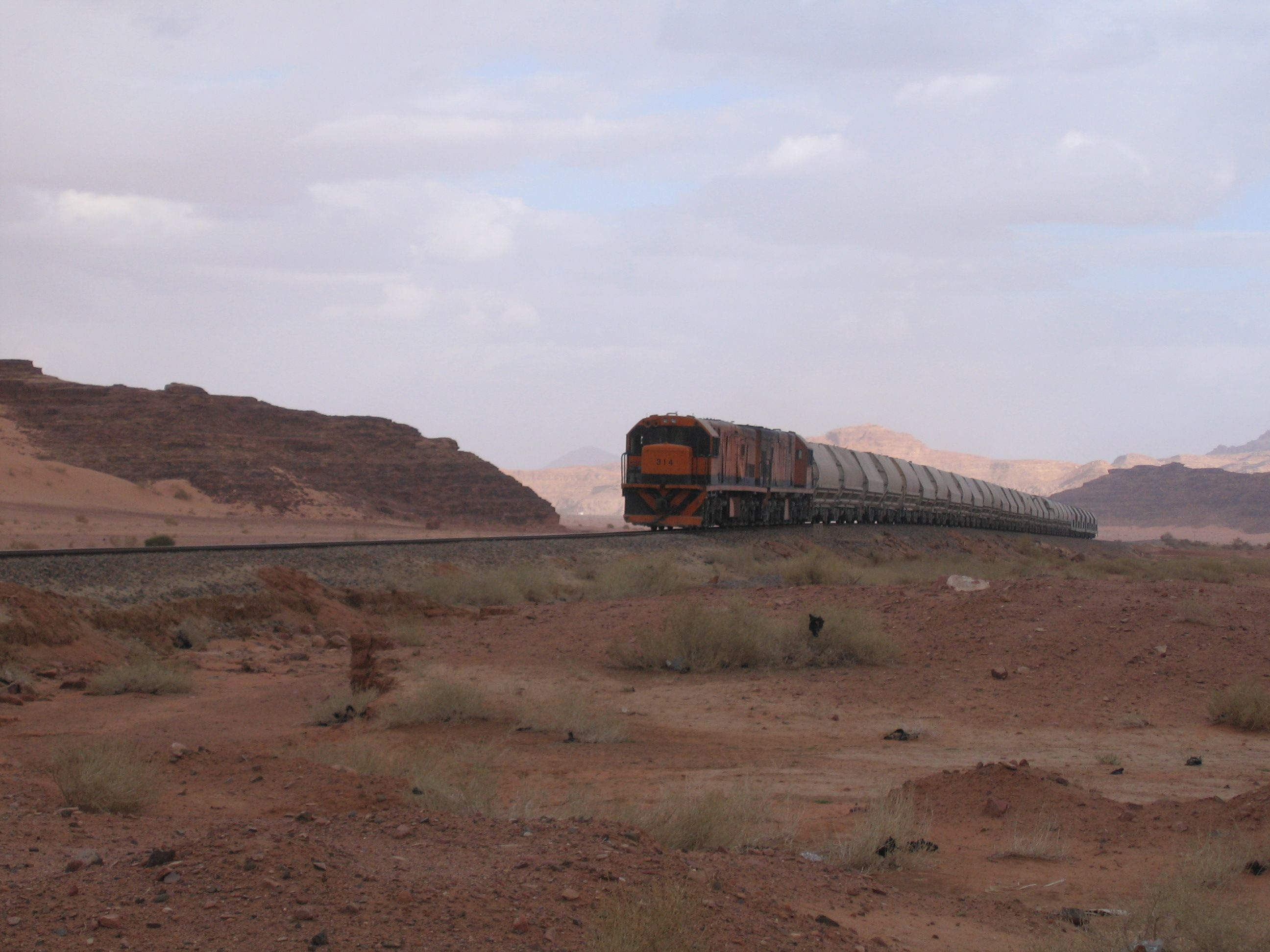

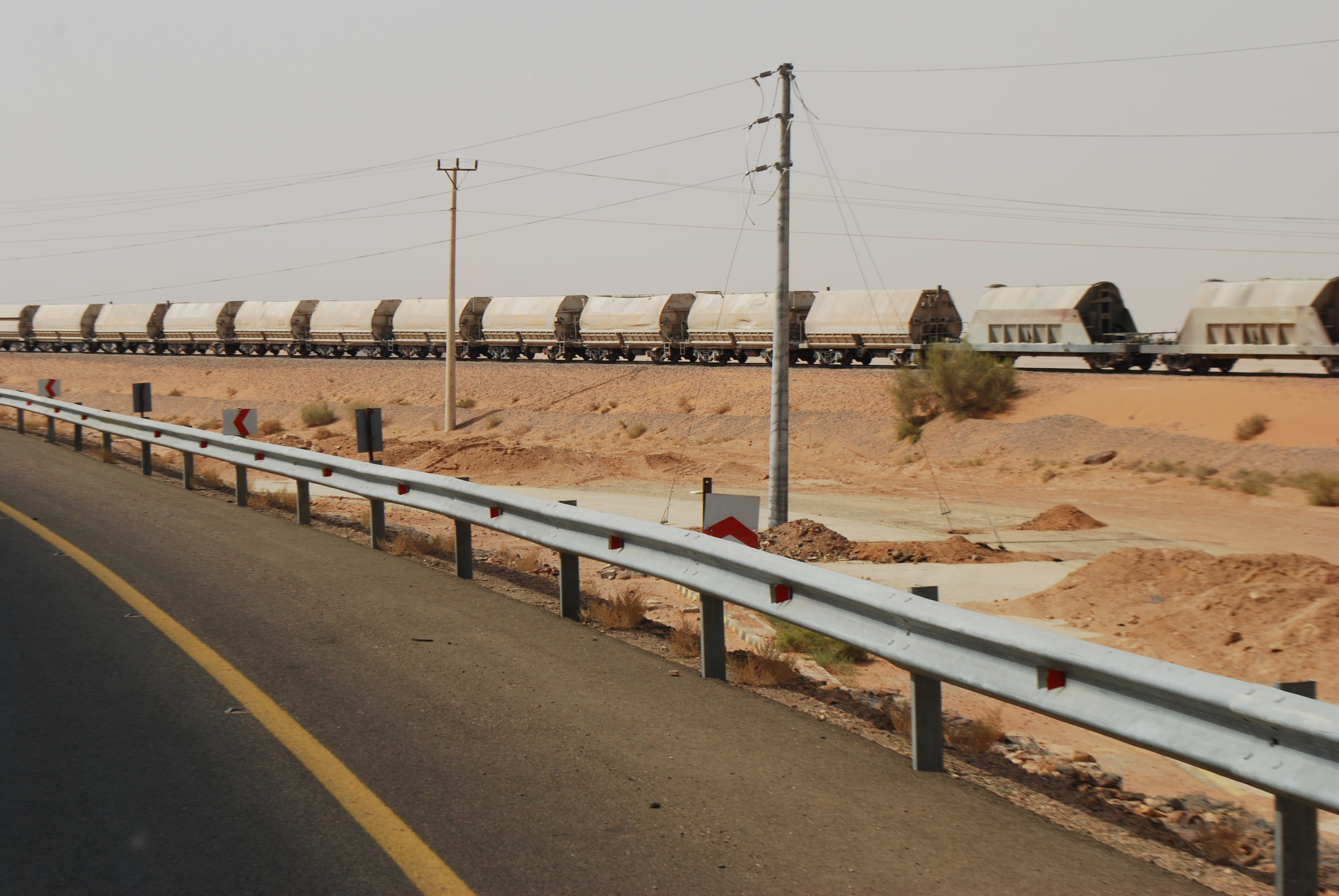
Поезд в пустыне Вади Рам рядом с автомагистралью 15 («Пустынная автомагистраль»)

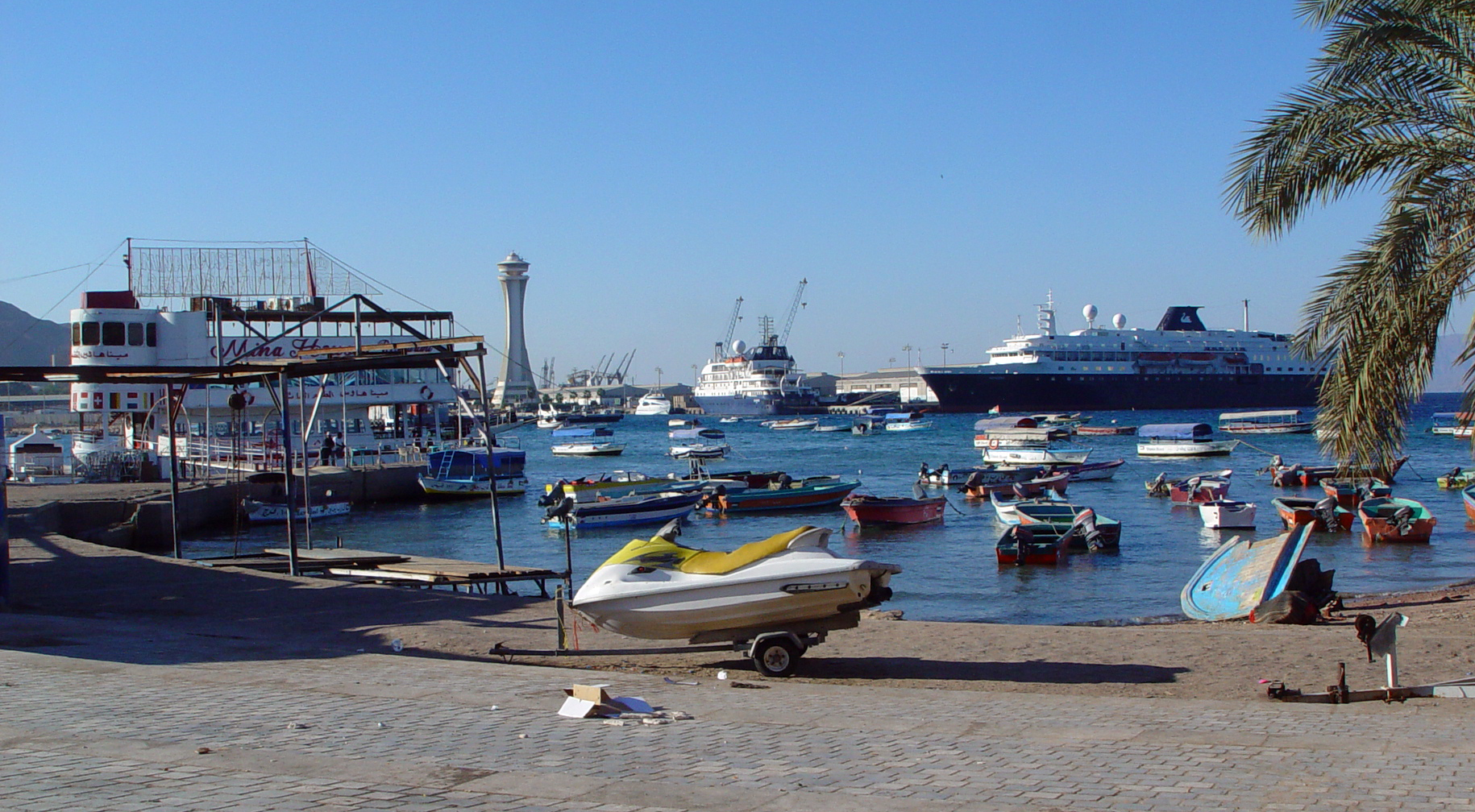
Порт Акаба

Транспорт в Иордании представлен развитой системой общественного и частного транспорта, однако железнодорожный транспорт составляет единственная дорога — иорданский участок Хиджазской железной дороги. Страна располагает тремя международными аэропортами и сетью автомобильных дорог.

## Автомобильные дороги
По данным 2009 года протяжённость асфальтированных автомобильных дорог Иордании составляла 7891 км. Основными автомагистралями Иордании являются:
- Автомагистраль 15 («Пустынная автомагистраль»): соединяет Сирийскую границу с Амманом и портовым городом Акаба. Практически на всём протяжении, от сирийской границы до поворота на Петру, четырёхполосная.
- Автомагистраль 35 («Царская дорога»): соединяет Ирбид в северной части страны с Акабой. Получила название в честь древнего торгового маршрута. Четырёхполосная на участке от Ирбида до Аммана.
- Автомагистраль 65 («Автомагистраль Мертвого моря»): соединяет Акабу с северо-западной частью Иордании.
  - Первый участок дороги (Сафи—Акаба) построен в 1978 году как часть маршрута «Красное море — Мертвое море». Соединял Сафи у южной оконечности Мёртвого моря с Акабой на северной оконечности Красного моря.
- Иорданская автомагистраль: обходная автомагистраль вокруг Аммана, соединяющая столицу с Джарашем и Ирбидом

## Железные дороги
Общая протяжённость железных дорог Иордании по данным на 2008 год — 507 км. Колея в основном узкая, 1050 мм. В Иордании действуют железнодорожные компании:
- Хиджазская иорданская железная дорога: единственная железная дорога, доступная для пассажиров. Соединяет Амман и Дамаск, столицу Сирии, проходит через Эз-Зарку и Эль-Мафрак. Колея 1050 мм
- Акабская железная дорога: колея стандартна 1435 мм

### Перспективное развитие
Правительство Иордании приступило к приобретение земельных участков для новых железнодорожных маршрутов. По результатам проектной проработки компании BNP Paribas, подготовлено три маршрута, которые предполагалось выставить на конкурс в конце 2010 года. Маршруты следующие:
1. От сирийской границы, через Эз-Зарку к границе с Саудовской Аравией, частично заменит Хиджазскую железную дорогу.
2. Ответвление от первого маршрута к Акабе, соединение Эль-Мафрака с  Ирбидом, что также заменит участок Хиджазской железной дороги.
3. Ответвление к границе с Ираком.

Однако в конце 2010 года правительство объявило о введении мер экономического смягчения и после произошедших в 2011 году волнений трехлетний план капиталовложений в национальную железнодорожную сеть был сокращён на 72 %, чтобы направить высвобожденные средства на финансирование вводимых мер. Таким образом, сроки исполнения проекта по реконструкции и расширению железнодорожной сети стали неопределёнными.
Также существуют планы по строительству лёгкой железнодорожной линии между Амманом и Эз-Заркой, также создание фуникулёра и метро в Аммане.
В настоящее время работают два связанных, но эксплуатируемых совместно участка Хиджазской железной дороги:
- из Амман в Сирию (Хиджазская иорданская железная дорога);
- от фосфатных шахт возле Маан к заливу Акаба (Акабская железная дорога).

В августе 2011 года иорданское правительство одобрило строительство железной дороги от Акабы к иракской границе (рядом Требилом). Иракцы со своей стороны приступил к строительству линии от границы к Эр-Рамади.

## Трубопроводный транспорт
По Иордании проходит 473 км газопроводов и 49 км нефтепроводов.

## Морской транспорт
Порт Акаба на побережье залива Акаба является единственным морским портом Иордании.

## Торговый флот
Торговый флот Иордании составляют 7 кораблей водоизмещением более 1000 т, суммарно 42 746 т/59 100 т дедвейта.
По состоянию на 1999 год в состав флота входили:
- 2 балкера;
- 2 сухогруза;
- 1 контейнеровоз;
- 1 скотовоз;
- 1 роллкер.

Правительства Иордании, Египта и Ирака совместно владеют компанией Arab Bridge Maritime, которая является крупнейшей пассажирской транспортной компанией на Красном море.

## Аэропорты
По состоянию на 2012 год Иордания располагала 18 аэропортами, в том числе 16 с бетонным покрытием. Имеется 1 вертолётодром.

### Основные аэропорты
- Международный аэропорт Королева Алия в Аммане
- Международный аэропорт Король Хусейна в Акабе
- Гражданский аэропорт Аммана
- Военно-воздушная база Муваффак Салти в Азраке